# Макарівка (Курманський район)
Мака́рівка (до 1945 року — Кірей, крим. Kirey) — село Курманського району Автономної Республіки Крим.
Відстань від райцентру до населеного пункта становить 42 кілометрів по прямій.